# Bep van Klaveren
Bep van Klaveren (n. 26 septembrie 1907, Rotterdam, Țările de Jos – d. 12 februarie 1992, Rotterdam, Țările de Jos) a fost un boxer ce a reprezentat Țările de Jos, medaliat olimpic. A participat la o ediție a Jocurilor Olimpice (1928) în care a câștigat o medalie de aur.

## Participări
Lista de mai jos prezintă principalele competiții la care a participat Bep van Klaveren de-a lungul carierei.
- boxing at the 1928 Summer Olympics – featherweight[*]